# Lars Petter Nordhaug
Lars Petter Nordhaug (nascido em 14 de maio de 1984) é um ciclista profissional norueguês, membro da equipe britânica de UCI ProTour, Sky. Debutou como profissional em 2005. Representou seu país, Noruega, nos Jogos Olímpicos de Verão de 2008 e 2012, no entanto, não completou a corrida em estrada de 2008, e em 2012 foi o 25º colocado.